# José Inácio Vieira de Melo
José Inácio Vieira Melo (Dois Riachos, Alagoas, 16 de abril de 1968), é um poeta, jornalista, e produtor cultural brasileiro.

## Biografia
José Inácio Vieira de Melo, nasceu no povoado de Olhos d'Água do Pai Mané ou simplesmente Pai Mané, município de Dois Riachos, Alagoas, em 16 de abril de 1968. Filho de Inácia Rodrigues de Santana e de Aluízio Vieira de Melo, viveu em Alagoas até o ano de 1988, entre as cidades de Palmeira dos Índios, Arapiraca e Maceió. Em 1988 mudou-se para o estado da Bahia. Morou uma década na fazenda Cerca de Pedra e na cidade de Maracás; oitos anos em Salvador, onde fez jornalismo, na Faculdade  de Comunicação da Universidade Federal da Bahia (UFBA) e desde 2006 divide seu tempo entre a cidade de Jequié e a fazenda Pedra Só, município de Iramaia. Tem poemas traduzidos para os seguintes idiomas: alemão, árabe, espanhol, francês, italiano, inglês e finlandês. Ganhou os prêmios Iararana (2001/2002), Capital (2005) e Quem (2015).
Publicou os livros Códigos do silêncio (Salvador: Letras da Bahia, 2000), Decifração de abismo (Salvador: Aboiador livre Edições, 2002), A terceira romaria (Salvador: Aboio livre edições, 2005), A infância do Centauro (São Paulo: Escrituras Editoras, 2007), Roseiral (São Paulo: Escrituras Editora, 2010), Pedra Só (São Paulo: Escritura Editoras, 2012 e as  antologias 50 poemas escolhidos pelo autor (Rio de Janeiro: Edições Galo Branco, 2011) e O galope de Ulisses (São Paulo: Editora Patuá, 2014), esta última organizada pelo poeta Igor Fagundes, que defendeu tese de doutorado sobre a poesia de José Inácio Vieira de Melo, na Universidade Federal do Rio de Janeiro (UFRJ).
Participa das antologias Pórtico antologia poética I (Salvador: Pórtico Edições, 2003), Sete cantares de amigos (Salvador: Edições Artpoador 2003) e roteiro da poesia brasileira - 2000 anos (São Paulo: Global, 2009). No exterior, participa das antologias Voix Croisés: Brésil-France (Marselhas: Autre Sud, 2006), Impressioni d'Italia - Piccola antologia di poesua in portoghese con traduzione a fonte (Napoli: U.N.O., 2011), En la ptra orilla del silencio - antologia de poetas brasileños contemporáneos (Cidade do México: Unam/ Ediciones Libera, 2012), Traversée d'océans - Voix poétiques de Bretagne et de Bahia (Paris: Éditions Lanore, 2012), A arqueologia da palavra e a anatomia da língua (Maputo, 2013), Mini anthology of brasilian poetry (Placitas: Malpais Review, 2013) e Autores baianos: um panorama (Salvador: Funceb/P55, 2014). .
Coordenador e curador de vários eventos literários, como o Porto da Poesia, na 7ª
Bienal do Livro da Bahia 
(2005), a Praça de Poesia e Cordel, na 9ª, 10ª, 11ª Bienal do Livro da Bahia (2009, 2011, 2013), em Salvador, e o Cabaré Literário, na I Feira Literária Ler Amado, em Ilhéus (2012), assim como os projetos A voz do poeta (2001) e Poesia na Boca da Noite (2004 à 2007), ambos em Salvador, e Travessia das Palavras (2009 e 2010), em Jequié é curador do projeto Uma Palavra Sobre Versos, na cidade de Maracás, no Vale do Jequiriça. Tem sido convidado, com frequência, para participar de bienais do livro e de eventos literários por todo o país,  como Fliporto
Foi coeditor da revista de arte, crítica e literatura Iararana, de 2004 a 2008.Tem poesia publicadas no Rascunho.

## Prêmios
- Vencedor do Prêmio Quem, considerado como o melhor autor, na categoria literatura, em 2015.[14]

## Livros
- Código do Silêncio, Editora letras da Bahia, 2000
- Decifração de abismo, Aboio Livre Edições, 2002
- A terceira romaria, , Aboio livre Edições, 2005
- Prêmio Capital Nacional de Literatura 2005, de Aracaju, Sergipe,
- A infância do Centauro, Escrituras Editora, 2007
- Roseiral, Escrituras Editora, 2010
- Pedra Só, Escrituras Editora, 2012
- Antologia 50 poemas escolhidos pelo autor, Edições Galo Branco, 2011.
- Sete, Editora 7Letras, 2015
- Garatujas Selvagens, Arribação, 2021

## Cds
- CDs de poemas A casa dos meus quarenta anos, Aboio Livre Edições, Salvador, 2008
- Pedra Só,  Aboio Livre Edições, Salvador, 2013

## Organizou as antologias
- Organizou Concerto lírico a quinze vozes – Uma coletânea de novos poetas da Bahia, Aboio Livre Edições, 2004
- Sangue Novo – 21 poetas baianos do século XXI , Escrituras Editora, 2011
- Retratos Poéticos do Brasil 2010 , Escrituras Editora, 2009
- Retratos Poéticos do Brasil 2013, Escrituras Editora, 2012